# Nils R. Hjorth
Nils Rudolf Hjorth, född 13 juni 1885 i Skellefteå, död 29 juni 1949 i Gustav Vasa församling, Stockholm, var en svensk arkitekt.

## Biografi
Hjorth genomgick Östermalms allmänna läroverk i Stockholm. Han studerade vid Tekniska skolans byggnadsavdelning 1901–1905 och vid arkitektavdelningen vid Kungliga tekniska högskolan 1906–1908 och studerade även i utlandet.
Åren 1905–1906 var han anställd vid Stockholm stads byggnadskontor och biträdde fram till 1921 Georg Ringström vid utförandet av ritningar till allmänna byggnader så som Klara församlingshus och Klara folkskola, byggnader för Stockholm–Västerås–Bergslagens Järnvägar och Bergslagernas Järnvägar. Han tjänstgjorde även som kontrollant. Från starten 1921 var han styrelseledamot av Bygge och Bo, och från det året bedrev han även byggmästarverksamhet. Han står bakom ett större antal bostadshus i Stockholm och Enköping. Hjorth är begravd på Norra begravningsplatsen utanför Stockholm.

## Verk (i urval)
- Låset 1, Råsunda (1911)
- Tvillingvillorna vid Regementsgatan 5 och 7 i Strängnäs (1914) [1]
- Solbacka läroverk (1918)
- Huddinge centralskola (1923)
- Munin 30, Stockholm (1927)

## Bilder

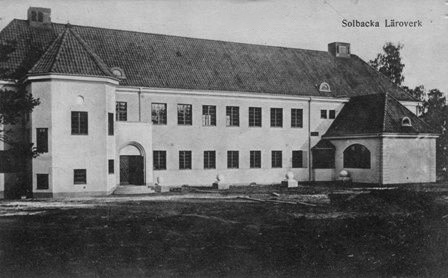
Solbacka läroverk
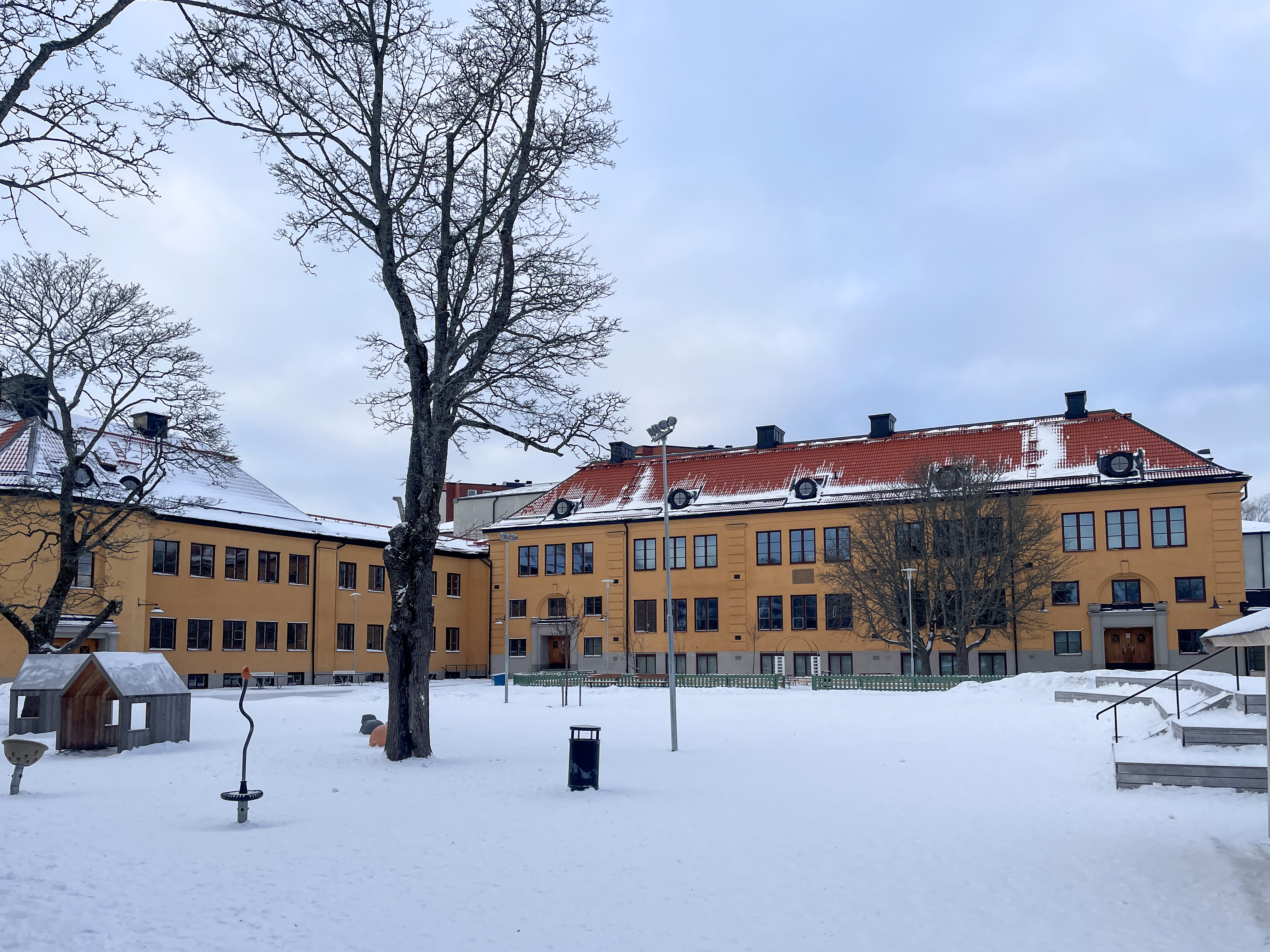
Tomtebergaskolan, tidigare Centralskolan, Huddinge
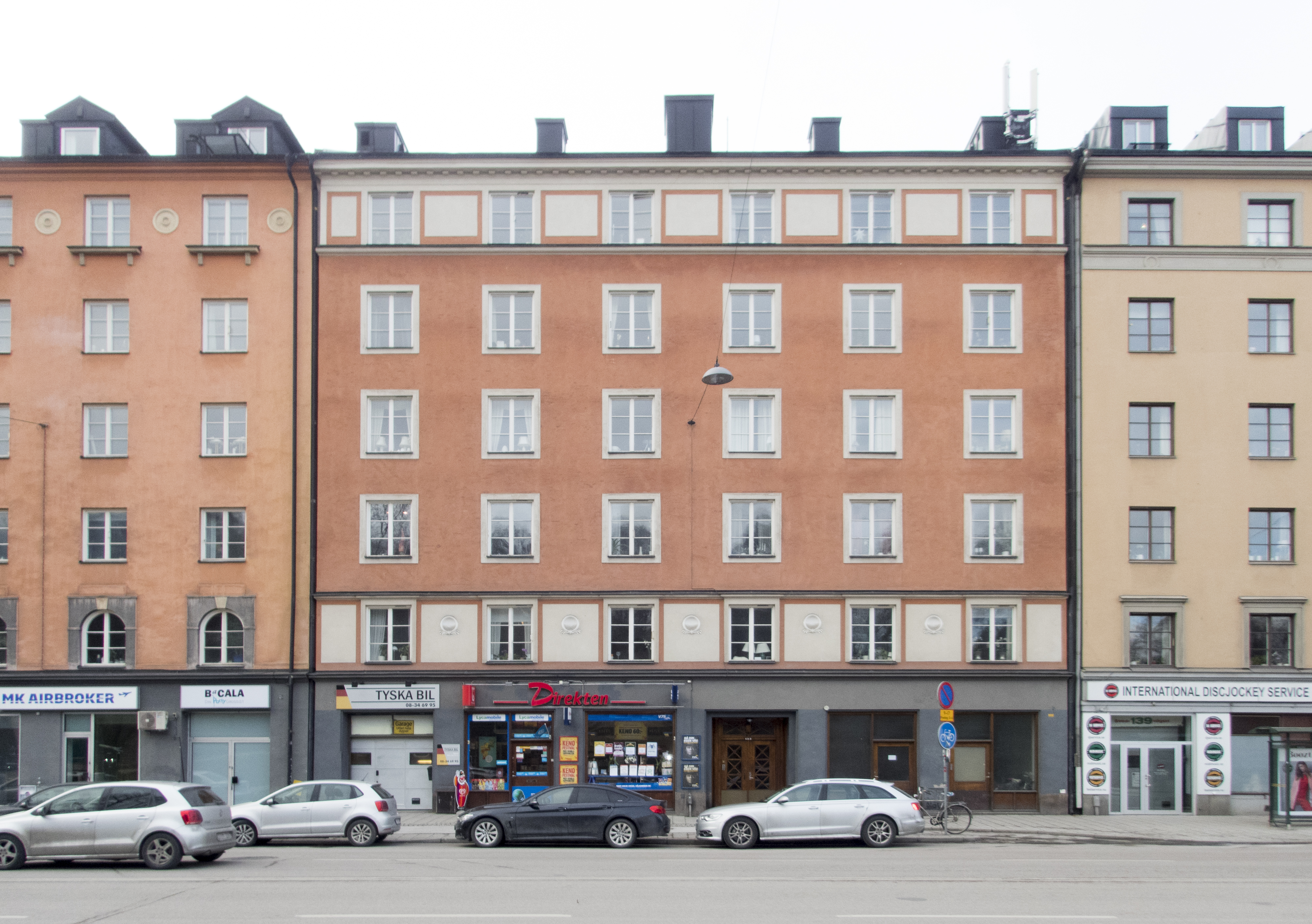
Munin 30, Stockholm
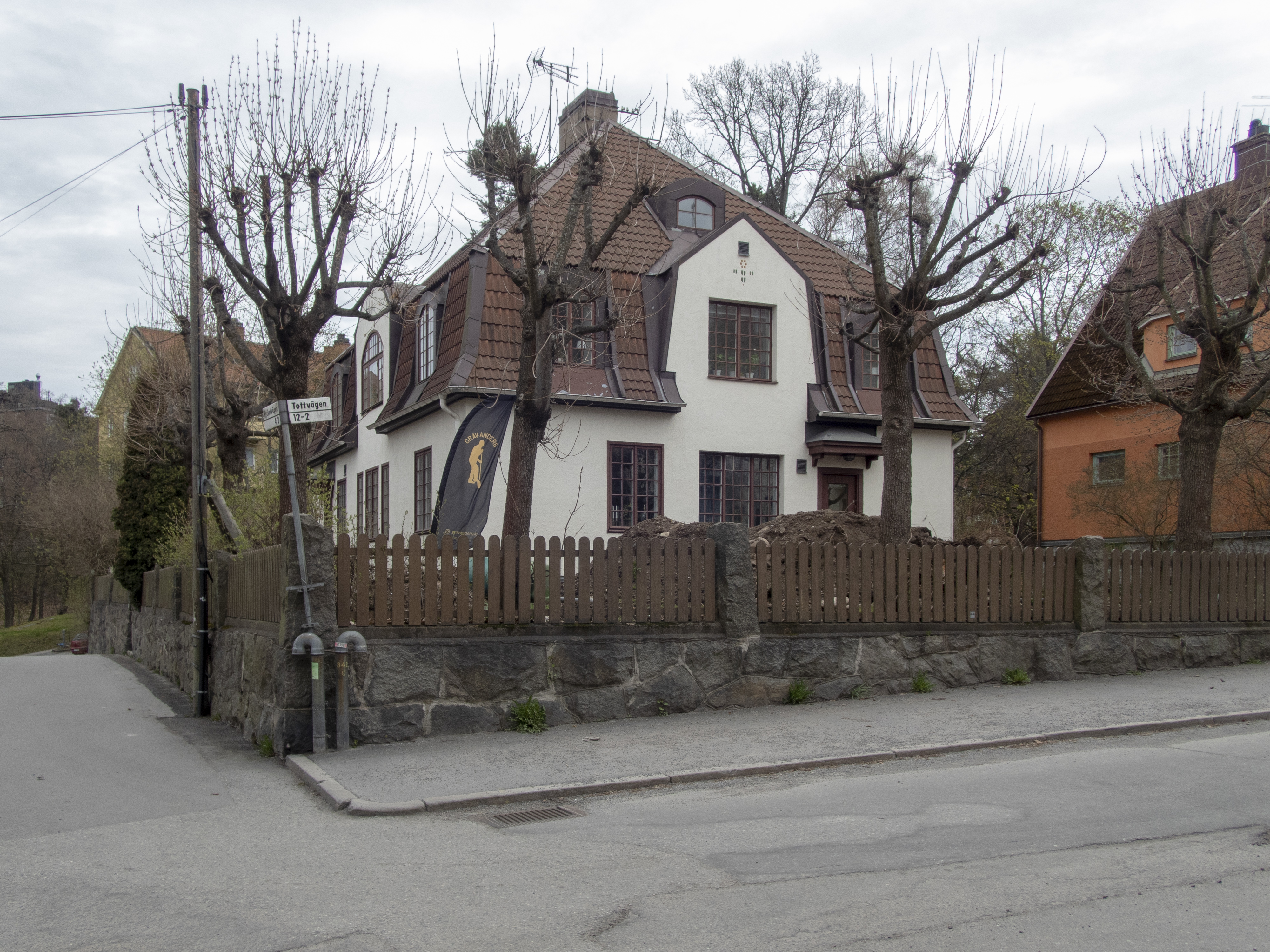
Låset 1, Råsunda
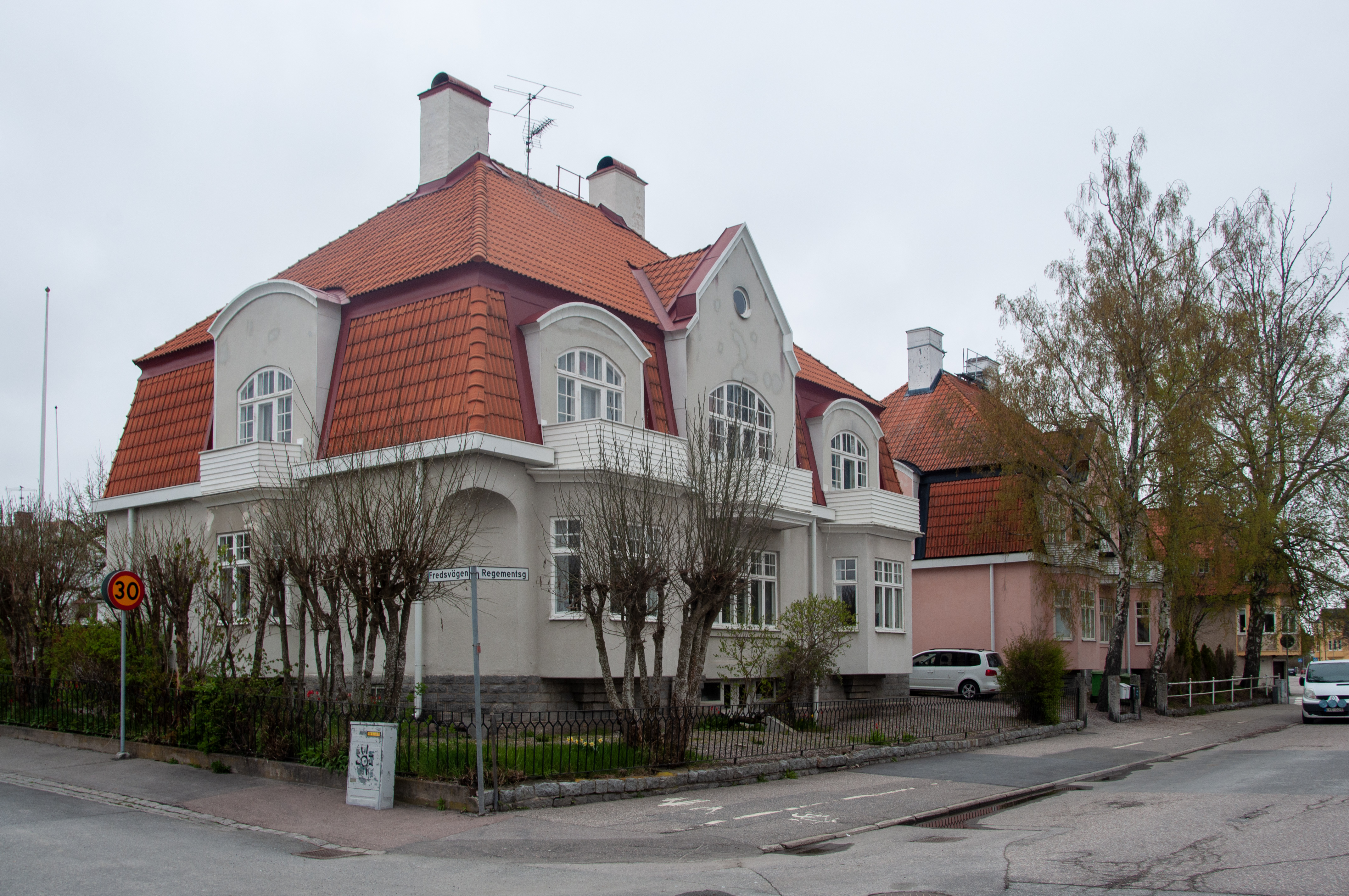
Tvillingvillorna, Strängnäs